# Lissonota samuelsoni
Lissonota samuelsoni là một loài tò vò trong họ Ichneumonidae.